# Стартап (телесериал, 2016)
«Старта́п» (англ. StartUp) — американский телесериал, премьера которого состоялась на Crackle 6 сентября 2016 года. 13 января 2017 сериал был продлён на второй сезон, премьера которого состоялась 28 сентября 2017 года.
15 ноября 2017 года телесериал был продлен на третий сезон.

## Сюжет
Программист Иззи Моралес находит деньги на свой стартап у банкира Ника Талмана. Ник пытается дистанцироваться от финансовых нарушений своего отца. Рональд Дэйси пытается покинуть гаитянскую банду.

## В ролях
- Мартин Фримен — агент ФБР Фил Раск (сезоны 1—2)[6]
- Адам Броди — Ник Талман[6]
- Эди Гатеги — Рональд Дэйси[6]
- Отмара Марреро — Иззи Моралес[6]
- Джоселин Донахью — Мэдди Пирс[7]
- Эшли Хиншоу — Тэйлор[8]
- Рон Перлман — Уэс Чэндлер (сезоны 2—3)[9]
- Эддисон Тимлин — Мара Чэндлер (периодически сезон 2; регулярно сезон 3)[9]
- Мира Сорвино — Ребекка Страуд (сезон 3)

## Список эпизодов
| Сезон | Сезон | Эпизоды | Оригинальная дата выхода |
| ----- | ----- | ------- | ------------------------ |
|       | 1     | 10      | 6 сентября 2016          |
|       | 2     | 10      | 28 сентября 2017         |
|       | 3     | 10      | 1 ноября 2018            |

### Сезон 1 (2016)
| № общий | № в сезоне | Название                                      | Режиссёр    | Автор сценария                       | Дата премьеры   |
| ------- | ---------- | --------------------------------------------- | ----------- | ------------------------------------ | --------------- |
| 1       | 1          | «Начальный капитал» «Seed Money»              | Бен Кетаи   | Бен Кетаи                            | 6 сентября 2016 |
| 2       | 2          | «Нижний этаж» «Ground Floor»                  | Бен Кетаи   | Бен Кетаи                            | 6 сентября 2016 |
| 3       | 3          | «Доказательство концепции» «Proof of Concept» | Луис Прието | Бен Дубаш                            | 6 сентября 2016 |
| 4       | 4          | «Бизнес-ангел» «Angel Investor»               | Луис Прието | Скотт Голд                           | 6 сентября 2016 |
| 5       | 5          | «Выкуп» «Buyout»                              | Бен Кетаи   | Бен Кетаи                            | 6 сентября 2016 |
| 6       | 6          | «Своими силами» «Bootstrapped»                | Луис Прието | Шэрон Леннон и Джош Корбин           | 6 сентября 2016 |
| 7       | 7          | «Оценка» «Valuation»                          | Луис Прието | Джош Корбин                          | 6 сентября 2016 |
| 8       | 8          | «По заслугам» «Pro Rata»                      | Бен Кетаи   | Джош Корбин                          | 6 сентября 2016 |
| 9       | 9          | «Враждебное поглощение» «Hostile Takeover»    | Бен Кетаи   | Скотт Голд, Пол Лейден и Джош Корбин | 6 сентября 2016 |
| 10      | 10         | «Рекапитализация» «Recapitalization»          | Бен Кетаи   | Бен Кетаи                            | 6 сентября 2016 |

### Сезон 2 (2017)
| № общий | № в сезоне | Название                               | Режиссёр        | Автор сценария  | Дата премьеры    |
| ------- | ---------- | -------------------------------------- | --------------- | --------------- | ---------------- |
| 11      | 1          | «Срыв» «Disruption»                    | Оливер Блэкбёрн | Бен Кетаи       | 28 сентября 2017 |
| 12      | 2          | «Последний писк» «Bleeding Edge»       | Оливер Блэкбёрн | Джош Корбин     | 28 сентября 2017 |
| 13      | 3          | «Первые пользователи» «Early Adopters» | Оливер Блэкбёрн | Франческа Слоун | 28 сентября 2017 |
| 14      | 4          | «Loss»                                 | Оливер Блэкбёрн | Нэйт Крокер     | 28 сентября 2017 |
| 15      | 5          | «Pivot»                                | Оливер Блэкбёрн | Мак Маршалл     | 28 сентября 2017 |
| 16      | 6          | «Liabilities»                          | Бен Кетаи       | Джош Корбин     | 28 сентября 2017 |
| 17      | 7          | «Growth Hacking»                       | Бен Кетаи       | Бен Кетаи       | 28 сентября 2017 |
| 18      | 8          | «Opportunity Cost»                     | Бен Кетаи       | Лео Сардариан   | 28 сентября 2017 |
| 19      | 9          | «Leverage»                             | Бен Кетаи       | Джош Корбин     | 28 сентября 2017 |
| 20      | 10         | «Soul Proprietor»                      | Бен Кетаи       | Бен Кетаи       | 28 сентября 2017 |

## Интересные факты
- Татуировка Рона «1804» означает год знаменитой резни на Гаити — уничтожение белого населения новообразованной республики Гаити чернокожими с начала февраля до 22 апреля 1804 года. Тогда было убито от 3 до 5 тысяч человек всех возрастов обоих полов[10].
- Через 3 месяца после запуска первого сезона “Стартап” был анонсирован[11] реальный unbanked-проект - Humaniq, который заявил, что планирует стать платежной системой для 2 млрд человек, лишенных доступа к современным банковским услугам, но имеющим смартфон и доступ к мобильным и интернет-сетям[12].